# ویلیام سیلوا
ویلیام سیلوا (به انگلیسی: William Silva) (زاده ۱۶ نوامبر ۱۹۵۴) بازیکن سابق تیم ملی والیبال برزیل است.
او به همراه تیم ملی برزیل در المپیک ۱۹۸۴ مدال نقره را به دست آورده است..